# Jaross Béla (katona)
Jaross Béla (Magyarország, 1884 – Szovjetunió, Kin, 1918 novembere) joghallgató, internacionalista, katona, pártmunkás.

## Élete
Az első világháború idején hadnagyként az orosz frontra került, ahol hadifogságba esett, majd a tomszki fogolytáborba vitték. Tomszkban belépett az OK(b)P-be, és szervezte a Vörös Gárdát, csakúgy, mint a hadifoglyok szervezeteit. 1918-ban az ural-permi fronton egy internacionalista ezredet irányított, ám a kini állomáson az ellenséges erők elfogták, és kivégezték.